# Ернст Фридрих фон Андлау
Ернст Фридрих фон Андлау (на немски: Ernst Friedrich von Andlau, Freiherr von Andlau, Herr zu Birseck; * ок. 1627, кръстен 27 май 1627 в Ензисхайм в кантон Базел Ландшафт; † 28 ноември 1697 в Делсберг/Дьолемон в кантон Юра, Швейцария) е господар в Андлау в Елзас/Гранд Ест и Бирзек в кантон Базел Ландшафт, издигнат на фрайхер на Андлау в Елзас/Гранд Ест на 16 март 1676 г. във Виена.
Той е син на Георг Фридрих II фон Андлау (1590 – 1676) и първата му съпруга Мария Клара Елизабет Трухсес фон Райнфелден († 31 юли 1629), дъщеря на трухсес Йохан Кристоф фон Райнфелден и Марта Цюндт фон Кензинген.
Ернст Фридрих фон Андлау е издигнат на фрайхер на 16 март 1676 г. във Виена от император Леополд I. Той умира на ок. 70 години на 28 ноември 1697 г. в Делсберг/Дьолемон в Швейцария и погребан в църквата там.

## Фамилия
Ернст Фридрих фон Андлау се жени ок. 1678 г. за фрайин София Урсула фон Райнах-Хирцбах (* ок. 1651; кръстена на 4 май 1651; † 2 август 1715, Арлесхайм), дъщеря на фрайхер Ханс Диболд фон Райнах-Хирцбах († 1678) и Анна Мария Ева фон Райнах (1639 – 1702). Те имат един син:

- Йохан Георг Баптист фон Андлау (* 29 декември 1682 в Делсберг; † 12 април 1746 в Арлесхайм, Базел), фрайхер, женен на 30 август 1711 г. в Арлесхайм, Базел, за Анна Мария Катарина фон Волхаузен (* 13 май 1692), дъщеря на трушес Франц Лудвиг фон Волхаузен (1663 – 1694) и Мария Франциска Урсула фон Андлау (1667 – 1743), дъщеря на Георг Кристоф фон Андлау-Белинген († 1689) и Мария Франциска Салома фон Баден († 1707). Тя е внучка на Йохан Балтазар фон Андлау († 1688) и Мария Якобея фон Райнах († ок. 1632). Те имат два сина и две дъщери.